# Curador ferido
Curador ferido é um termo criado pelo psicólogo Carl Jung. A ideia informa que um terapeuta é compelido a tratar os pacientes porque ele mesmo está "ferido". A ideia pode ter origem na mitologia grega. Pesquisas tem mostrado que 73.9% dos conselheiros e psicoterapeutas experimentaram uma ou mais experiências de feridas internas que os levaram à sua escolha de carreira.
Como exemplo do "fenômeno curador ferido" entre um terapeuta e seu/sua paciente:
- O terapeuta está consciente de suas próprias feridas pessoais. Estas feridas podem ser ativadas em certas situações, especialmente se as feridas do paciente são similares às suas próprias.[1]
- As feridas tratadas afetam as feridas do terapeuta. O terapeuta consciente ou inconscientemente transmite esta consciência para seu paciente, causando um relacionamento inconsciente entre terapeuta e paciente.[2]

## Pesquisa
Existem vários estudos que tratam do conceito do curador ferido, os mais notáveis são da psicoterapeuta britânica Alison Barr, que estudou o significado das feridas psicológicas em pessoas que decidem se tornar conselheiras ou psicoterapeutas. Barr usou uma abordagem pluralista na sua pesquisa, com dados quantitativos analisados através do uso de estatísticas descritivas e inferenciais, e dados qualitativos usando a análise temática, com a abordagem da Teoria Fundamentada nos Dados. Um questionário online foi conduzido com 253 pessoas. Estudos piloto e de verificação foram realizados, e as oportunidades de futuras pesquisas foram ressaltadas.
Os resultados da pesquisa de Barr mostraram que 73.9% dos conselheiros e psicoterapeutas experimentaram uma ou mais experiências de feridas internas que levaram à escolha da carreira. Ela também notou o seguinte:
- Em relação ao significado do(s) evento(s) na escolha da carreira, quando unindo as categorias "provavelmente escolheria a carreira sem relação como evento" com "possivelmente escolheria a carreira sem relação com o evento", e  "improvável escolha sem a relação com o evento" com ‘não consideraria a carreira de outra forma", há uma leve maioria desta última em relação à primeira. Não há diferenças significativas em relação a fatores demográficos.
- Em relação a se uma ou mais experiências psicologicamente prejudiciais levaram à escolha de uma carreira como terapeuta, há uma diferença significativa entre designação, gênero, agrupamento de gênero e etnia e agrupamento de gênero e idade. Não há diferenças significativas entre abordagem, etnia ou idade.
- A maioria das feridas foram causadas por eventos experimentados diretamente pelos respondedores (65%) em contraste com experiência indireta ou ambas. Dentro dos fatores demográficos, as causas das experiências feridas que levaram à escolha da carreira não são estatisticamente relevantes.
- As causas exatas das feridas variam enormemente. As categorias principais são abuso, vida familiar enquanto criança, problemas de saúde mental própria, vida social e familiar como adulto, perdas, problemas de saúde mental de outros, ameaça de vida, problemas de saúde física de outros, problemas de saúde física próprias, e outros.
- Há muitas implicações para o futuro do mundo terapêutico, focadas principalmente no treinamento e supervisão.

A ideia do curador ferido tem se expandido desde então e inclui o estudo de qualquer curador profissional que tem sido ferido, incluindo conselheiros, psicoterapeutas, médicos e enfermeiros.

## A ferida de Jung
Pesquisadores sugerem que as vulnerabilidades da infância de Jung o inclinaram a curar sua própria vida. Jung afirmou que "certos distúrbios psíquicos podem ser extremamente infecciosos se o próprio médico possuir uma predisposição latente naquela direção"... Por esta razão ele corre um risco - e deve corrê-lo na natureza das coisas". Depois afirmou que "não é perda, tampouco, se (o analista) sente que o paciente o está atingindo, ou mesmo se aproveitando dele: é a própria ferida que dá a medida da sua força de cura".
Os Junguianos afirmam que as próprias feridas de Jung poderiam causar danos àqueles que ele estava tentando curar.

## References
1. ↑  This can be the basis of countertransference.
2. ↑  C.G. Jung  "The Psychology of the Transference", The Practice of Psychotherapy (CW 16), par. 422
3. ↑  Barr, A. (2006).
4. ↑  Smith, p. 2
5. ↑  C. G. Jung, The Practice of Psychotherapy (London 1993) p. 172
6. ↑  Jung quoted in Stevens, p. 110
7. ↑  Mary Ann Mattoon, Personal and Archetypal Dynamics in the Analytical Relationship (1991) p. 486